# 流星のロックマンシリーズ
流星のロックマンシリーズ（りゅうせいのロックマンシリーズ、英: Mega Man Star Force series）は、カプコンより発売された『流星のロックマン』を第1作とするアクションRPGのシリーズ作品である。

## シリーズ一覧
- 流星のロックマン （DS）
  - ペガサス
  - レオ
  - ドラゴン
- 流星のロックマン2 （DS）
  - ベルセルク×シノビ
  - ベルセルク×ダイナソー
- 流星のロックマン3 （DS）
  - BLACK ACE（ブラックエース）
  - RED JOKER（レッドジョーカー）

なお、本記事では説明の際、「流星のロックマン」=「1」、「流星のロックマン2」=「2」、「流星のロックマン3」=「3」とすることがある。

## ストーリー
西暦220X年、無線通信技術が発達し、あらゆる電子機器が電波によって繋がり、制御されている時代。コダマタウンに住む小学5年生星河スバルは、FMプラネットからやって来た宇宙人ウォーロックと出会う。その後FM星人がおこした事件と遭遇したスバルは、ウォーロックと合体（電波変換）し、「ロックマン」として戦いに巻き込まれて行くことになる。

## 世界設定
世界は人間の暮らす現実世界、現実世界と並行して存在する電波世界、電子機器の中の電脳世界の3種類に分かれており、現実世界にいる人間状態の主人公は、ロックマンへ変身（電波変換）することで電波世界へ行動の場を移す（ウェーブイン）ことができ、そこからさらに電波を受信している機器の電脳世界へと入ることができる。電波・電脳世界では「電波ウィルス」または敵の電波体と遭遇することがあり、その際はウェーブバトルへと突入する。
それぞれの世界を行き来する方法は、作品によって細部が異なるため、詳細は各作品の記事を参照。

### 現実世界
人間が生活している世界。ロックマンへと変身していないときはこの世界で行動する。各地への移動は、各種交通機関を用いる。また、ビジライザーをかけることで、電波世界の様子を見ることが可能。

### 電波世界
現実世界と重なるように存在する、プログラムやデータが飛び交い、多種多様の電波体が活動する世界。ロックマンに変身（電波変換）している状態では、この世界で行動することになる。現実世界と異なり、移動をしていると電波ウィルスと遭遇することがある。
空中に張り巡らされた電波の通り道「ウェーブロード」が存在し、ロックマンはこの上を移動することができる。また「2」以降は、さらに上空に設置された、長距離通信用のウェーブロードも登場し、それらを利用することで、交通機関を使わずに離れた地域へ行くことが可能となった。

### 電脳世界
個々の電子機器を制御するため、その機器の中に作られた世界で、電波世界のウェーブロードから入ることができる。電波世界と同様、電波ウィルスと遭遇することがある。「2」のみ存在しない。

## バトルカード
バトルカードとは、電波ウイルスを退治するために開発されたカードのこと。基本的な内容はエグゼシリーズに登場する「バトルチップ」に相当する。トランサーやスターキャリアーといった携帯端末機を持っている人なら誰でも使用可能である。バトルカードには「スタンダードクラス」・「メガクラス」・「ギガクラス」といったクラスで別れていて、スタンダードクラスでも「ノーマル」と選択制限のない「ホワイトカード」、攻撃力を上げる「スターカード」の3種類に分かれている。また、「レジェンドカード」や「ブラザーカード」といった特殊なカードもある。

### スタンダードクラス
ウェーブバトルで基本となるカードで、色は黄色。同名のものは3枚まで入れられる。ほとんどのカードには1〜3のグレードが設定されており、基本的に同じ名前のカードでも高グレードなほど性能は高い。

#### ホワイトカード
一部のスタンダードクラスにある、カスタム画面での選択制限のないカードで、色は白色。バトルカードをフェイバリット指定すると、ウェーブバトルでこの色になって出てくる。

#### スターカード
同じ名前のスタンダードクラスのカードを、星の数だけ上げるカード。星は最大6個まであり、★3つまでは本編で入手できるが、★4つ以降は「アタックスター」をゲットする必要がある。ウェーブバトルでは、普通にバトルカードとして使用できるため、実質的には同名カードを4枚のカードを組み込めることになる。ただし、同名カードは星の数に関係なく1枚まで。

#### レギュラーカード
「3」のみ登場する、バトルの最初のターンのカスタム画面に必ず現れるように指定できるカード。ただし、指定できるのはスタンダードクラスのバトルカードのみ。

### メガクラス
ボス戦で勝利すると入手できるカードで、色は青色。スタンダードクラスよりも攻撃力や攻撃範囲が広いため、フォルダには最大5枚しか入れられない。しかし、アビリティを装備すれば入れる量を増やすことが可能。同名カードは1枚まで。全てのカードに無印、EX、SPのグレードが設定されており、SPの攻撃力はSPボスのデリートタイムによって変化する作品もある。

### ギガクラス
1枚で戦況を覆す力を秘めたカードで、色は赤色フォルダには1枚しか入れられないが、メガクラスと同じくアビリティを装備すれば入れる数を増やすことができる。メガクラスと同じく、同名カードは1枚まで。バージョンによって種類が異なるが、入手方法は同じ。このクラスのみ、ベストコンボに登録ができない。

### ブラザーカード
「2」のみ登場する。ブラザーバンドを結ぶと自動的に登録されるカードで、トライブオン、ダブルトライブ、トリプルトライブには欠かせないカードである。カスタム画面でロックマンとは違う種族のカードを選択すると、「トライブオン（ダブルトライブ、トリプルトライブ）する」か「ルーレットにする」の2択に迫られる。「ルーレットにする」を選ぶと、そのブラザーのフェイバリットカードがランダムで1枚使用できる。「トライブオンする」を選択すると、そのカードがカスタム画面に残る。変身が解除されると、ブラザーカードも壊れてなくなってしまう。ロックマンのトライブとブラザーカードのトライブが同じだった時か、トライブオンの力を授かる前の時にタッチすると、自動的に「ルーレットにする」が選択される。

### レジェンドカード
ベストコンボが登録されたカード。自分のベストコンボをゼニーを払って変換してもらうか、ブラザーバンドを結んだ時（データ更新をした時）に入手する。フォルダに入れてウェーブバトルで使用すると、登録された内容のベストコンボを発動する。なお、フォルダに入れられるのは1枚だけで、アビリティによる増減効果もなく、本編・通信問わず1度使うとなくなってしまう。「2」では、このカードを選ぶとそのターン他のカードを選択することができない。

### ブランクカード
ウェーブコマンドカードを使用することで、バトルカードに変化させられるカード。その中には既存のメガ・ギガクラスカードや、他のバージョンのギガクラス、ブランク限定のカードもある。さらに、ウェーブコマンドカードで登録したメガ・ギガカードは通常のもの（本編で入手できるもの）とは別物扱いで、同じ名前のカードを2枚入れることもできる。そのため、ウェーブコマンドカードで登録したメガ・ギガカードはライブラリには登録されない。

### 各種必殺技カード（SFB・KFB・NFB）
ロックマンが変身状態の時、カウンターを取ることで入手できる強力なバトルカード。ボーナスカードの場合もあるため、いつ出るかは運次第である。名称は「1」は『SFB（スターフォースビッグバン）』、「2」は『KFB（キズナフォースビッグバン）』、「3」は『NFB（ノイズフォースビッグバン）』と作品ごとに若干違っている。通信対戦では、相手のこれらのカードの発動に対して暗転割り込みは不可能。

### フォルダ
フォルダとは、ウェーブバトルで使用するバトルカードの入れ物のことを言う。基本的にバトルカードは1枚1回しか使えないが、使用してもフォルダから消えることはない。通常は装備したフォルダを使用するが、「3」の「ファイナライズ」中は専用のフォルダに変更される。ただし、フォルダの編集にもルールがある。
- フォルダには30枚のバトルカードが必要。
- スタンダードクラスはフォルダに30枚入れられる。同名カードは3枚まで。
- メガクラスはフォルダに最大5枚まで入れられる。同名カードは1枚まで。
- ギガクラスはフォルダに最大1枚入れられる。同名カードは1枚まで。
- スターカードはフォルダの決まった場所に3枚まで入れられる。同名カードは1枚まで。
- レジェンドカードは決まった場所に1枚入れられる。

#### フェイバリットカード
フェイバリットとは、フォルダのバトルカード数枚を、ホワイトカードにさせてウェーブバトルで使用すること。「1」・「2」に登場し、後者でブラザーカードで「ルーレットにする」を選んだ場合、そのブラザーのフェイリバリット1枚をランダムで使用できる。多少の違いはあるが、ほとんどルールは同じ。

## バトルシステム
ウェーブバトルでは、下画面に「バトルカード」を選択する「カスタム画面」、上画面に実際にバトルを行う「アクション画面」が表示される。
バトルは縦5マス×横3マスの奥行きのあるフィールドで行われ、移動や攻撃の命中判定は、全てマス目単位で行われる。キャラクターやフィールドは全てポリゴンで描かれ、プレイヤーはロックマンの背後からの視点でバトルを行う。
|  |  |  |
|  |  |  |
|  |  |  |
|  |  |  |
|  |  |  |

最奥（上）から4行目までのマスに最高3体の敵が出現し、ロックマンは一番手前の3マス（最下段、便宜上灰色に塗ってある）を、横に移動することができる。
マス目は「パネル」とも呼ばれ、複数の種類が存在し、乗っているものに様々な影響を与える。

### カスタム画面
フォルダからランダムで選出された「バトルカード」が、横3×縦2の並びで6枚表示され、以下のルールのどちらかに従って選ぶことができる。なお、バトルカードの選択中、アクション画面の時間は完全に停止している。
- 縦に並んでいるカードは同時に選べる（「3」では縦並びのカードか横並びのカードかを選択することができる）。
- 同じ名前のカードは同時に選べる。

ただし、下部が白いカード（ホワイトカード）は上記のルールに関係なく選べる。
カードを選んで「OK」を選択すると、アクション画面に入り、戦闘開始となる。また、この画面において敵から逃げるかどうかを選ぶこともでき、成功すればバトルから離脱できるが、失敗した場合、バトルカードなしで強制的にアクション画面へ入ってしまう。

### アクション画面
ロックマンは基本武器「ロックバスター」と、ブレイク性能を持たない攻撃を防御できる「シールド」、そしてカスタム画面で選んだバトルカードを使って戦うことになる。
ロックバスター
左腕から発射するロックマンの基本武装で、威力は低いが無制限に使用できる。ボタンを押しっぱなしにすることで、自動的に連射し続けることが可能。1発の威力と連射力は、ウォーロックが装備している武器によって変わる。
チャージショット
ボタンをしばらく押さずにいるとエネルギーが充填され、その後ボタンを押すことで、通常より威力の高い「チャージショット」を発射する。威力と連射力と同様、チャージに必要な時間はウォーロックの武器によって変わる。
シールド
盾状のシールドを展開し、敵の攻撃を防御することができる。ただし体当たり攻撃や「ブレイク性能」を持つ攻撃の場合はシールドを破られ、ダメージを受けてしまう。またシールドを解除する際、若干の隙が生じる。
ウォーロックアタック
ロックマンは前に進むことはできないが、「暗転しない、攻撃力が表示されたバトルカード」を使用できる時に↓同じ列もしくは斜め前にいる敵にサイトを表示させ、その敵を「ロックオン」することができ、ロックオンした状態でカードを使うと、自動的にロックオン対象に攻撃が当たる位置へ瞬間移動して攻撃する「ウォーロックアタック」が使える。
カスタムゲージ
アクション画面の右上で溜まっていくゲージ。満タンになってから任意のタイミングで再度カスタム画面へ入ることができる。
なお、この「カスタム画面でカードを選択してから、再度カスタム画面に入るまでの間」が、1回の「ターン」となる。
カウンターとボーナスカード
相手が攻撃するその瞬間に「暗転しない、攻撃力が表示されたバトルカード」による攻撃を命中させると「カウンターヒット（画面上部に "COUNTER HIT!" と表示）」となって敵がマヒし、大きな隙を作れる他、フォルダからランダムで1枚の攻撃できるカード（未使用・使用済問わず）を「ボーナスカード」として取得し、そのターンにさらなる攻撃が可能となる。また、変身している時は、必殺技のバトルカードが取得できる場合もある。ただし、ボーナスカードでカウンターを取った場合、再度ボーナスカードを取得することはできない。全てのカードでカウンターを取れれば、1ターンで最高12枚のカードを使用できる。

#### 属性
バトルカード、電波ウイルス、ボスは、弱点属性も有利な属性も存在しない無属性を含め5つの属性のどれかを持っている。火は木に強く、水に弱い。木は電気に強く、火に弱い。電気は水に強く、木に弱い。水は火に強く、電気に弱い。
相手の属性に対し有利な属性の攻撃を当てると、ヒット時に「!!」と表示され、威力が2倍になる。
属性の強弱の関係は、模式的に表すと以下の通り。
| （強い）→（弱い） |      |        |
| [木]              | →    | [電気] |
| ↑                 | [無] | ↓      |
| [火]              | ←    | [水]   |

各属性の主な特徴
無属性
弱点属性も有利な属性も存在しない、最も一般的な属性。属性効果がない代わりに、攻撃力は他の属性よりも比較的高め。ロックマンは最初無属性であるが、変身するとさまざまな属性に変化する。
木属性
電気属性に対して有利に戦え、炎属性相手には不利な属性。炎属性とは対照的に、ヒットしても無敵状態にはならず、攻撃力も他に比べて低め。その代わり、追加効果を備えているものが多い。ただし当てにくいものが多く、使うとなるとコツが必要。
炎属性
木属性に対して有利に戦え、水属性相手には不利な属性。木属性とは対照的に、ヒットすると無敵状態になるものがほとんど。くさむらパネルの上でこの属性の攻撃を受けると、その威力は2倍になる。その相手が木属性だった場合、威力は3倍になる。一部のウイルスにこの属性の攻撃をヒットさせると、即死効果がある。追加効果を備えているものは少ないが、攻撃力の高さや攻撃範囲は全属性の中でもトップクラス。
水属性
炎属性に対して有利に戦え、電気属性相手には不利な属性。バブル状態や凍結状態にするカードが多い。
電気属性
水属性に対して有利に戦え、木属性相手には不利な属性。相手をマヒ状態にするカードが多い。バブル状態の敵に追撃すると、攻撃力は2倍になる。その相手が水属性だった場合、威力は3倍になる。
さらに、属性同士のみならず、相手の乗っているパネルや状態異常によっても様々な効果が発揮される。2倍のダメージを与えた場合、属性ダメージと同様ヒット時に「!!」と表示される。また、一部のウイルスに対して特定の属性・性能を持ったカードの攻撃を与えると、ダメージに関係なく一撃でデリートさせることがある。その際には2倍ダメージとは違い、赤色で「!!」と表示される。

#### ステータス異常
一部のバトルカードおよびウイルスやボスの攻撃に備わっている。
マヒ
相手を痺れさせて、最大3秒間行動不可能になる。
バブル
相手を巨大な泡に包み込み、最大2秒間行動不可能になる。この状態で電気属性の攻撃を当てると、威力が2倍に上昇する。その相手が水属性だった場合、威力は3倍となる。ただし、泡は一発でも攻撃を当てると消えてしまう。
凍結
相手が氷漬けになり、最大2秒間行動不可能になる。普通はこおりパネルの上で水属性の攻撃が当たると発生するが、単発で凍結を発生させることができるカードも存在する。この状態の敵にブレイク性能のあるカードで攻撃すると、威力が2倍に上昇する。
混乱
ウイルスやボスが混乱し、見当違いの位置へに攻撃してしまう。プレイヤーが受けた場合は移動キーが逆になる。最大3秒間持続する。
ブラインド
ウイルスやボスが盲目になり、見当違いの位置へに攻撃したり動きが遅くなったりする。プレイヤーが受けた場合は敵の姿が見えなくなる。最大3秒間持続する。
HPバグ
毒に侵され、時間経過と共に少しずつHPが減っていく。この異常に限り回復方法はなく、ウェーブバトルが終了するまで持続する。ただしHPは必ず1残るため、この異常だけでデリートされることはない。なお、HPバグにはレベルが設定されており、それが高いほど減るスピードが速くなる。
移動不可
しばらく移動ができなくなる。

#### 攻撃の特性
エグゼシリーズと同じく、バトルカードおよびウイルスやボスの攻撃にはさまざまな性能が設定されている。
暗転
発動時に画面が暗転して時間が止まる。暗転している間は動けないため、相手は割り込みを行う以外回避は不可能。通信対戦では、暗転カードを使われた時にこちらも暗転カード使用すると、割り込みができる。
のけぞり
ヒットした相手を一瞬だけ行動不能にする。「スーパーアーマー」を装備している相手には無効。ウイルスには効果がない。
無敵
ヒットした相手を一時的に無敵状態にする（正しくはインビジブル状態）。この状態で追撃できるのは、対インビジブル性能を持ったカードだけ。ウイルスには効果がない。
ブレイク
ガード状態のウイルスやシールドを張っている相手にもダメージを与えられることを言う。凍結状態の敵に使用するとダメージは2倍になる。一部のウイルスに即死効果がある。
吹っ飛び、吸い込み
一部のカードのみ。吹っ飛びは敵を1マス奥に追いやり、吸い込みはロックマンの目の前のマスに引き寄せる。障害物・設置物に対しても有効な場合がある。ステータスガードを装備しているものには無効。
ソード
剣などの鋭い刃物で攻撃することを言う。一部のウイルスに効果があり、「2」以降ではブライに変身すると攻撃力がアップする。
風
相手のバリア、スーパーバリア、オーラを吹き飛ばす。一部のウイルスに即死効果がある。
対インビジブル
バトルカード「インビジブル」を使用中の相手や、インビジブル状態の敵にもダメージを与えられる。

#### パネルの種類
ノーマルパネル
ウェーブバトルは基本的にこのパネルで構成され、バトルカードを使ったりして他のパネルに変化する。
くさむらパネル
この上で火属性の攻撃を当てると、威力が2倍になり、その攻撃の通ったパネルはノーマルパネルに戻る。その敵が木属性だった場合、威力は3倍となる。また、木属性のものは、このパネルの上にいるとHPが回復する。
こおりパネル
この上で水属性の攻撃を当てると相手が凍結し、その攻撃の通ったパネルはノーマルパネルに戻る。
パラライズパネル
この上でバトルカードを当てると、敵がマヒ状態になり、その攻撃の通ったパネルはノーマルパネルになる。フロート状態でも有効。
どくぬまパネル
この上に乗っていると、HPが少しずつ減っていく。フロート状態の敵には無効。
ゼツエンパネル
この上に乗っている間は、ガードができなくなる。フロート状態の敵には無効。
ホーリーパネル
この上に乗っているものは、受けるダメージが半分になる。フロート状態でも有効。なお、HPバグの状態でこのパネルに乗ると、減るスピードを遅くすることができる。
フクヘイパネル
「暗転しない、攻撃力のあるバトルカード」を使用すると、フクヘイが現れてマシンガンで援護してくれる。最大6回まで出現する。
アタックパネル
赤色で「+10」と描かれたパネル。この上でバトルカードを使用すると、攻撃力が+10される。ウォーロックアタックでも効果がある。効果が発揮されたパネルはノーマルパネルに戻る。
バスターパネル
この上でバスターを撃つと、攻撃力が2倍に上昇する。ただし、1発あたりのバスター攻撃力の上限は10である。
ワナパネル
この上で特定のバトルカードを使用するとワナが発動する。フロート状態でも有効。
シラハドリ
相手がソード性能のあるカードを使用すると発動。それを無効化し、ロックマンが相手の目前まで移動してワイドソードで2回攻撃する。
ドクリンゴ
相手が「リカバリー」を使用すると発動。回復は行われず、その回復値のダメージを与え（例えばリカバリー200なら200ダメージ）、さらにHPバグの状態異常を発生させる。
ギガマイン
相手がギガクラスのカードを使用すると発動。それを無効化して相手にダメージを与える。ただし、一部のカードには反応しない。
ウラギリノススメ
相手がメガクラスのカードを使用すると発動。それを無効化し、そのカードがこちらに寝返る（例えば相手がオックスファイアを使用すると、オックスがこちらに寝返って攻撃する）。ワナ系で唯一、暗転割り込みで使用した場合も効果を発揮する。
セイレイノイカリ
相手がSクラスで無属性以外のカードを使用すると発動。それを無効化して、それと同じ属性のダメージを与える。さらにそれが木属性だと混乱、水属性だと凍結、電気属性だとマヒの追加効果が発生する。

### 障害物・設置物
フィールド上に置かれる岩などの総称。「障害物」は双方共に攻撃は通じないが、「設置物」は置いたプレイヤーの攻撃は通らない。「アトミックマイン」以外は設定されたHP以上のダメージを与える、もしくはブレイク性能を備えた攻撃を行うことで破壊できる。
障害物
- ストーンキューブ（HP：200）
- アイスキューブ（HP：200で水属性）
- 岩（HP：300）
- メタルキューブ（HP：500）

設置物
- ボボンボム1/2/3（HP：60/90/120。炎属性の攻撃が当たると、爆発してフィールド全体にダメージを与える。30秒で消滅する）
- ガーディアン（HP：100。暗転中に押した十字キーによって攻撃方法が変わる）
- アトミックマイン1/2/3（HP：不明。踏むと爆発してフィールド全体にダメージを与える。フロート状態のものには無効）
- ポイズンファラオ（HP：400。1秒あたり20のダメージを無条件に与える。30秒で消滅する）
- ブレイクカウントボム、カウントボム（HP：500、150。表示されたカウントが0になると、爆発してフィールド全体にダメージを与える。ブレイクカウントボムはブレイク性能つき）
- シシカシュー、シシンガー、シシディーバ（HP：150。歌唱中、シシカシューはロックマンが無敵、シシンガーは敵全てが移動不可、シシディーバは敵全てが混乱の状態になる。30秒で消滅する）

サポートカード
ボムライザー
- これは障害物・設置物ではないが、フィールド上の障害物・設置物が突然爆発してその周囲8マスに位置しているものにも爆風でダメージを与えられる、サポートカード。

### 補助カード
バトルカードには、ロックマンのウェーブバトルをサポートする「補助カード」というものがある。
回復系
ロックマンのHPを数値分回復することカードのことを言う。ワナカード「ドクリンゴ」の対象になる。対象カードは「リカバリー○○（○には数字が入る）」。
バリア、オーラ系
ロックマンの周囲にバリアやオーラを張って、敵の攻撃を防ぐことカードのことを指す。ただし、風性能のカードを受けた場合、攻撃力に関係なく消し飛ばされてしまう。除去される際にダメージは与えられない。
強化系＆付加系
強化系はロックマンを強化するカードで、付加系は攻撃力のあるバトルカードの後に選択すると、攻撃力が加算されたり相手がマヒ状態になったりするカードのことを言う。

## ブラザーバンド
ブラザーバンドとは、2人の絆を示す友好関係の証であり、ブラザーバンドを結ぶためには、お互いにマイページ記載した「ヒミツ」を交換しなければならない。ブラザーバンドを結んだもの同士を「ブラザー」と呼び、現実のプレイヤーと結ぶ「リアルブラザー」、ゲーム開始時に作成し必ず現れる「オートブラザー」、ゲーム内のキャラクターと結ぶ「NPCブラザー」がある。
ブラザーバンドの効果
- ストーリーが進むごとに、お互いのキズナリョクが上昇し、その分だけウォーロックがアビリティを装備できるようになる。キズナリョクの上昇のされ方はタイトルによって異なる。
- ブラザーのフェイバリットカードをランダムで1枚使うことができる。
- ブラザーとデータ更新ができる。
  - ストーリーを進めることで、お互いのキズナリョクが上昇する。
  - ライブラリのデータを共有できる。
  - ブラザーの近況報告が聞ける。
  - ボスSPのデリートタイムを共有できる。
  - ブラザーのマイページを見ることができる。
  - ブラザーが登録した言葉が、ゲーム中に登場する。
  - ブラザーがベストコンボを登録していれば、そのレジェンドカードがもらえる。再度データ更新をすることで、何回でも入手可能。
  - 作成してあったメールを送信できる。プレゼントとして、バトルカードを1枚送ることも可能。

- ウェーブバトルでブラザーカードが使用可能になる。
- ブラザーを結んだ時、オートブラザーを紹介できる。

## 登場人物

### 主要人物
星河 スバル（ほしかわ スバル）
本作の主人公。父が行方不明になったショックで不登校になっていた小学5年生の少年。ウォーロックと電波変換することでロックマンに変身する。人との関わりを極端に恐れていたが、ロックマンとして様々な者と戦い、また出会っていくことで成長していく。内気で大人しい性格で、「恥ずかしいから」という理由でロックマンに変身できることを（親しい人を除き）周囲には隠している。父親の持ち物であった「ビジライザー」という特殊なゴーグルと、流星を象ったペンダントを、いつも肌身離さず持っている。先祖はロックマン エグゼ オペレート シューティングスターで光熱斗の学校の一人として紹介されており、スバルと似て星を見るのが好きで運動音痴かつ勉強が苦手と評されている。
ウォーロック
遥か宇宙のFM星からやって来て、それからスバルと共に暮らす電波星人。通称は「ロック」。スバルとは正反対の荒っぽい性格で、そのことをスバルに諌められることもしばしばある。元々は地球を滅ぼすために、FM星の尖兵として地球にやって来たが、星河大吾と出会い、彼の絆の力を信じる心に感化されたことでFM星を裏切る。自分のことをFM星人だと思っていたが、実はFM星に滅ぼされたAM星人の生き残りであったことが後に判明する。
響 ミソラ（ひびき ミソラ）
本作のヒロイン。絶大な人気を誇る少女シンガー。マネージャーとのすれ違いに苦悩していた際にFM星人・ハープと出会い、ハープ・ノートに電波変換する。ロックマンとの戦いを通してスバルと出会い、彼の最初のブラザーとなる。8月2日生まれ。出身地はベイサイドシティ。
ハープ
こと座のFM星人。ミソラと電波変換することでハープ・ノートになる。音楽の力を利用して地球を制圧しようとしたが、ロックマンに敗北した後は改心し、仲間となる。
白金 ルナ（しろがね ルナ）
スバルの同級生であり、コダマ小学校5年A組の委員長を務めるお嬢様。事件に巻き込まれた際、ロックマンに助けられたことにより、ロックマンにメロメロになる。
牛島 ゴン太（うしじま ゴンた）
ルナの腰巾着であり、力自慢の少年。自分の居場所を失うことを恐れていた時にFM星人・オックスと出会い、オックス・ファイアに電波変換する。
最小院 キザマロ（さいしょういん きざまろ）
ルナの腰巾着であり、情報収集が得意な少年。ロックマンに助けられて以来、ロックマンに憧れている。背が低いことを秘かに気にしており、背を伸ばすために影で色々と努力を重ねている。
双葉 ツカサ（ふたば ツカサ）
スバルの同級生。穏やかな性格の持ち主であるが、実は捨て子であり、捨てた両親を憎む気持ちから多重人格になってしまっている。FM星人・ジェミニと出会い、ジェミニ・スパークに電波変換する。
ヒカル
ツカサが生み出したもう一つの人格。極めて暴力的な性格で、絆の力を決して認めない。ツカサと共にジェミニ・スパークへと電波変換する。

### その他の人物
星河 大吾（ほしかわ だいご）
スバルの父親で宇宙飛行士。3年前に宇宙ステーション「きずな」で起きた事故により行方不明になっている。しかし、死んではおらず、ウォーロックの力で電波体となって宇宙のどこかにいることがウォーロックの口から明かされる。
星河 あかね（ほしかわ あかね）
スバルの母親。大吾がいなくなった後も気丈に振舞い、女手ひとつでスバルを育てている。
天地 守（あまち まもる）
大吾の後輩。宇宙科学の研究を行う「天地研究所」を設立し、その所長を務める。スバルの良き相談役。元はNAXAの職員。
宇田海 深祐（うたがい しんすけ）
天地の部下で、天地と同様に元NAXA職員。信頼していた者に自分の研究成果を横取りされて以来、激しい疑心暗鬼に陥っており、それが原因でFM星人・キグナスと電波変換し、キグナス・ウィングとなってしまうが、ロックマンとの戦いを通して改心する。
育田 道徳（いくた みちのり）
コダマ小学校の教師であり、スバルの担任で、生徒達からの人気も高い。教師間で孤立した際にFM星人・リブラと出会い、電波変換をしたことがある。
五陽田 ヘイジ（ごようだ ヘイジ）
サテラポリスの刑事。電波生命体に関する事件を調査しており、いつも事件現場にいるスバルを疑っていたが、スバルがサテラポリスやWAXAに協力するまで、ロックマンの正体がスバルであることに気がつかなかった。左耳につけた装置の先端が、チョンマゲのように頭のてっぺんから飛び出ている。
南国 ケン（なんごく ケン）
カードショップ「BIG WAVE」の店長。本シリーズのプロデューサー、堀ノ内 健（ほりのうち けん）がモデルとなっている。
ソロ
古代文明「ムー」の最後の生き残りの少年。絆や友情を頑なに否定する孤高の存在であり、そのためロックマンと幾度となく対立する。自らの力で電波変換し、ブライとなる。また、肉眼で電波を見ることができるなどの特殊な能力も持っている。

## 特殊能力
スーパーアーマー
この能力を装備しているものは、攻撃を受けてものけぞらなくなる。アビリティにもあるが、消費ポイントはかなり高め。ただし、バトルカード「デストロイアッパー」の攻撃を受けると無効化されてしまう。一部のボスに装備されている。
サイドセレクト
カスタム画面では通常、同じカードか縦に並んでいるものしか選べなかったが、これを装備すると横並びのカードも選択できるようになる。ただし、スーパーアーマーと同じくアビリティでの消費ポイントはかなり高い。
オートロックオン
これを装備すると、バトルカード使用時は常にロックオン状態になる。ただし、スーパーアーマーと同様アビリティでの消費ポイントはかなり高い。
カワリミ
これを装備しているとき、十字上+Yボタンでロックマンがカワリミの姿勢をとる。カワリミ中に敵の攻撃を受けると、それを無効化して木属性のワイドソードで切りつける。ただし、カワリミの体勢中は0.2秒と非常に短い。
フロートシューズ
これを装備しているものは、各種パネルやアトミックマインの影響を受けない。ただ、ワナパネルやパラライズパネルは無効化できない。このページでの「フロート状態」とは、これを装備しているもののことを指す。一部のウイルスやボスに装備されている。
ステータスガード
これを装備しているものは、HPバグを除きステータス異常にならない。ほんの一部のボスに装備されている。アビリティにもあるが、特定の場所でのみ使用できる。
クイックゲージ
これを装備していると、カスタムゲージのたまる速度が速くなる。アビリティでの消費ポイントは高め。
ステータスアップ
変身すると追加される、ロックマンの能力を高めるためのもの。ステータスアップには以下の種類がある。
- 電気属性カードの攻撃力を上昇（上昇値や種類は作品によって異なる。以下同様）
- 木属性カードの攻撃力を上昇
- 炎属性カードの攻撃力を上昇
- 水属性カードの攻撃力を上昇
- 無属性カードの攻撃力を上昇
- ソード性能カードの攻撃力を+50（「2」以降のブライの変身のみ）
- 全カードの攻撃力2倍（「2」のトライブキングのみ）
- 上述のスーパーアーマー、オートロックオン、サイドセレクト、フロートシューズ、ステータスガード、クイックゲージ、カワリミのどれか（または複数）

以下は、「3」のみ登場する能力である。
- 暗転しない無属性カードを敵に当てると、与えたダメージの5%分HPを回復
- どくぬま、HPバグ、ブラックホール無効
- 暗転しない水属性攻撃に、バブル状態付加
- タッグに指定したカードが一緒に出やすくなる、タッグ機能追加
- ソード攻撃にマヒ付加
- 暗転しない無属性攻撃に、混乱付加
- 混乱およびブラインド無効
- 暗転しない風性能カードの攻撃力+30
- 凍結およびバブル無効
- 召喚系カードの、初回ターンの出現確率が増加
- 暗転しない電気属性攻撃にブラインド付加
- 暗転しないソード性能カードの攻撃力+30
- 木属性カードがオートロックオン
- ウォーロックアタックでのカードの攻撃力2倍

暗転カットイン
通信対戦のみ。暗転カードを使用したとき、上画面にカード名が表示されている間なら、暗転カードで割り込みができる。2作目では「KFBカウンター」という技も使用可能に。

### ロックマンの変身
ストーリーを進めると、強力な力を持つロックマンに変身することができる。「1」では「スターフォース」、「2」では「オーパーツ」か「孤高の証」、「3」では「ノイズチェンジ」の力によって変身する。変身中はチャージショットが変化し、特定の属性のカードの攻撃力を上昇させたり、上述の特殊能力を得られることがある（種類によって変化する）。「2」では、戦闘中に暗転しないSクラスのバトルカードをチャージすると、特殊な効果を得られる。さらに、カウンターを取ると「1」では「SFB（スターフォースビッグバン）」、「2」では「KFB（キズナフォースビッグバン）」、「3」では「NFB（ノイズフォースビッグバン）」と呼ばれる必殺技を使用可能になる。ただし、弱点属性（または性能）の攻撃を受けると2倍のダメージを受けて、変身が解除されてしまう。なお、「2」の「トライブキング」、「3」の「ブラックエース」と「レッドジョーカー」は無属性のため、3ターン経過で全ての変身が解除される。以下は変身の種類の一覧。
流星のロックマン
- アイスペガサス、ファイアレオ、グリーンドラゴン。

流星のロックマン2
トライブオン（第1段階）
- サンダーベルセルク、グリーンシノビ、ファイアダイナソー。

ダブルトライブ（第2段階）
- ベルセルクシノビ、シノビベルセルク、ベルセルクダイナソー、ダイナソーベルセルク、シノビダイナソー、ダイナソーシノビ。

トリプルトライブ（第3段階）
- トライブキング

孤高の証
- ロックマンブライ（ブライベルセルク、ブライシノビ、ブライダイナソー）

流星のロックマン3
ノイズチェンジ
- リブラノイズ、コーヴァスノイズ、キャンサーノイズ、ジェミニノイズ、オヒュカスノイズ、キグナスノイズ、オックスノイズ、ヴァルゴノイズ、クラウンノイズ、ウルフノイズ。

ファイナライズ
- ブラックエース、レッドジョーカー。

ブライノイズ

#### チャージショット・各種必殺技一覧
流星のロックマン
- アイスペガサス

チャージショットは「アイススラッシュ」、SFBは「マジシャンズフリーズ」。
- ファイアレオ

チャージショットは「フレイムバーナー」、SFBは「アトミックブレイザー」。
- グリーンドラゴン

チャージショットは「ウッディシュート」、SFBは「エレメンタルサイクロン」。
流星のロックマン2
トライブオン
- サンダーベルセルク

チャージショットは「サンダースラッシュ」、KFBは「サンダーボルトブレイド」。
- グリーンシノビ

チャージショットは「シノビシュリケン」、KFBは「フウマシップウジン」。
- ファイアダイナソー

チャージショットは「ダイナキャノン」、KFBは「ジェノサイドブレイザー」。
ダブルトライブ
- ベルセルクシノビ、シノビベルセルク

チャージショットはベルセルクシノビは「シノビシュリケン」、シノビベルセルクは「サンダースラッシュ」、KFBはどちらも「エレメンタルブレイド」。
- ベルセルクダイナソー、ダイナソーベルセルク

チャージショットはベルセルクダイナソーは「ダイナキャノン」、ダイナソーベルセルクは「サンダースラッシュ」、KFBはどちらも「バニシングブレイザー」。
- シノビダイナソー、ダイナソーシノビ

チャージショットはシノビダイナソーは「ダイナキャノン」、ダイナソーシノビは「シノビシュリケン」、KFBはどちらも「エンマレップウジン」。
トリプルトライブ
- トライブキング

チャージショットは「オーバースラッシャー」、KFBは「カイザーデルタブレイカー」。
孤高の証
- ロックマンブライ

チャージショットはトライブオンのものと同じ。KFBはなく、代わりにKFBカウンター（ココウフォースビッグバンカウンター）というカウンター技がある。
流星のロックマン3
ノイズチェンジ
- リブラノイズ、キグナスノイズ、

チャージショットはリブラが「サイドスプレッド」、キグナスが「フェザーバルカン」、NFBはどちらも「メテオライトバレッジ」。
- コーヴァスノイズ、オックスノイズ

チャージショットはコーヴァスが「ショッキングフレア」、オックスが「ヒートキャノン」、NFBはどちらも「アトミックブレイザー」。
- キャンサーノイズ、ヴァルゴノイズ

チャージショットはキャンサーが「バブルショット」、ヴァルゴが「アクアウェーブ」、NFBはどちらも「ダイナミックウェーブ」。
- ジェミニノイズ、クラウンノイズ

チャージショットはジェミニが「ロケットナックル」、クラウンが「プラズマショット」、NFBはどちらも「サンダーボルトブレイド」。
- オヒュカスノイズ、ウルフノイズ

チャージショットはオヒュカスが「グリーンショット」、ウルフが「ショッククロー」、NFBはどちらも「エレメンタルサイクロン」。
ファイナライズ
- ブラックエース

NFBは「ブラックエンドギャラクシー」。
- レッドジョーカー

NFBは「レッドガイアイレイザー」。
ブライノイズ
チャージショット、NFBはない。

## 用語
電波体（でんぱたい）
電波の体を持つ存在で、人工のプログラムなどではない生命体（FM星人、AM星人、UMAなど）は特に電波生命体（でんぱせいめいたい）とも呼ばれる。電波と同様、肉眼では見ることができず触れることもできない。
電波変換（でんぱへんかん）
生身の人間が電波体へと変身し、電波世界で行動できるようになること。主に電波体との融合によって実現する。
ビジブルゾーン
通常、肉眼で見ることができないはずの電波体を、視認したり触れたりすることができるようになる領域。いつどこに発生するかは完全にランダムである。
ウェーブホール
電波が集まっている場所のこと。スバルはこの上でウォーロックと電波変換し、ロックマンになる。「3」では地上のでどこでも電波変換できるようになった代わりに登場しなくなる。
ウェーブイン
現実世界から電波世界に入ること。「1」では電波世界から電脳世界に入ることも含む。
ウェーブアウト
ウェーブインの逆の動作にあたり、電波世界から現実世界に戻ること。「1」では電脳世界から電波世界に戻ることも含む。
ウェーブロード
電波の通り道。電波体と同じく、人間の姿では見ることができない。技術が未発達の「1」では、ロックマンはウェーブロード上のみ移動ができる。
スカイウェーブ
2作目以降に登場。高空に設置されたウェーブロード。これを利用することで、飛行機や船を利用しなくても外国へ行けるようになった。
デンパ君
電波世界や電脳世界に存在する電波プログラム。メールなどの情報の運搬や、電子機器の制御なども行う。シリーズが進むごとに女の子の「デンパちゃん」、太っている「大容量デンパ君」、上述のスカイウェーブにいる天使の姿をした「スカイデンパ君」なども登場する。
ミステリーウェーブ
電波の結晶のこと。これを調べると、アイテムやバトルカードが入手できる。色や種類などがエグゼシリーズに登場するミステリーデータとほぼ共通している。
- 緑色 - 中身がランダムで変化する。1度取っても、ウェーブアウトするごとに何度でも復活する。
- 青色 - 中身が固定で、一度取ると消える。
- 紫色 -  カギがかかっている。カギを解除するためには、サブカード「オープンロック」を使用しなければならない。青と同じく、一度取ると消える。
- 金色 - 低確率で出現する。それだけに中身は珍しく、★3つのスターカードやメガクラス、高額のゼニーが入手できる。

アビリティウェーブ
通称「アビリティ」。電波世界ではなくてはならない必需品。装備するだけで、自分の能力をアップさせることができる。ウォーロック画面（またはパーソナル画面）から装備できる。キズナリョクの範囲分ならいくらでも装備できるが、同時に使用できないものもある。
電波ウィルス
電波世界、電脳世界に存在するコンピュータウィルス。電波に乗って広がり、電子機器に取り付いて悪い影響を与える。
FMプラネット（エフエムプラネット）
FM星人達の母星で、大吾たちが地球との間でブラザーバンドを結ぼうとした星。
FM星人
FMプラネットから来た電波の体を持つ宇宙人。多くが好戦的な性格をしていると言われる。彼らの名前の多くは星座にちなんでいる。
AMプラネット（エーエムプラネット）
AM星人達の母星で、FMプラネットの兄弟惑星。FM王ケフェウスと電波兵器・アンドロメダによって壊滅状態。
AM星人
AMプラネットに住んでいた電波の体を持つ宇宙人。ウォーロックとサテライト管理者はその生き残りであり、管理者によれば、少数ではあるが、他の星に移り住み、生き残った者は他にもいるらしい。FM星人同様、名前の多くは星座にちなんでいる。
NAXA（ナクサ）
またの名を「ニホン宇宙科学局」。宇宙ステーションの開発などを行っていた機関。後に国際化され、名称も「WAXA（ワクサ）」に改められる。
サテラポリス
電波世界の治安と安全を守る、警察のような組織。電波ウィルスや電波世界を利用した犯罪を取り締まる。
ビジライザー
大吾が開発した、電波世界を見ることができる特殊なゴーグル。スバルが持っているものはかつて大吾が所持していたもので、普段スバルは額の上にかけている。
残留電波（ざんりゅうでんぱ）
電波体との融合により電波変換した人間の中に残っている、電波体の一部。場合によっては、それが原因で再び電波変換が発生したり、元の電波体が再構築されることもある。

## 外部出演
- ロックマン エグゼ オペレート シューティングスター
- ボクらの太陽 Django & Sabata
- オトレンジャー - スマートフォンアプリゲーム。響ミソラ、白金ルナが登場し、レンジャーとして使用可能。
- 大乱闘スマッシュブラザーズ for Nintendo 3DS / Wii U - ロックマンの「最後の切りふだ」で、本シリーズのロックマンが歴代ロックマンの一人として登場。
- 大乱闘スマッシュブラザーズ SPECIAL

## メディア展開
アニメ
- 流星のロックマン
- 流星のロックマン トライブ

漫画
- 流星のロックマン
- TRIBE 流星のロックマン 武闘外伝
- 流星のロックマン3
- 笑劇オンエア!!流星のロックメ〜ン
- ウォー!! 流星のロックマン

玩具・関連商品
- ウェーブトランサー
- ウェーブバトルカード
- ウェーブスキャナー
- ウェーブバトルモデル
- テレビで遊び隊 電波変換! オン・エア!
- スターキャリアー
- ウェーブコマンドカード
- ノイズ改造ギア

その他
学習教材学習まんが『テレビゲームのひみつ』で、ゲームの代表として本シリーズのロックマンが登場する。これはカプコンがCSR活動の一環として本書を提供したためである。
その作中において、ロックマンが大好きな主人公の少年をロックマンが手助けするシーンがある。そして最後に、主人公（読者）が新しいゲームを作ってくれるのを待っているというメッセージを残す。